# Pseudophysocephala brevivertex
Pseudophysocephala brevivertex är en tvåvingeart som beskrevs av Camras 2001. Pseudophysocephala brevivertex ingår i släktet Pseudophysocephala och familjen stekelflugor.
Artens utbredningsområde är Nigeria. Inga underarter finns listade i Catalogue of Life.